# Dusit Chalermsan
Dusit Chalermsan (thaï : ดุสิต เฉลิมแสน) (né le 22 avril 1970 à Sakon Nakhon en Thaïlande) est un footballeur international thaïlandais, qui évoluait au poste de défenseur et de milieu de terrain, avant de devenir ensuite entraîneur.

## Biographie

### Carrière de joueur

#### Carrière en sélection
Avec l'équipe de Thaïlande, il joue 124 matchs (pour 14 buts inscrits) entre 1996 et 2004[réf. nécessaire]. 
Il figure dans le groupe des sélectionnés lors des Coupes d'Asie des nations de 1996 et de 2000, où son équipe est éliminée à chaque fois au premier tour.
Il joue également 17 matchs comptant pour les tours préliminaires de la coupe du monde, lors des éditions 1998, 2002 et 2006.

## Palmarès
| BEC Tero Sasana - Championnat de Thaïlande (1) : - Champion : 2001-02. - Ligue des champions : - Finaliste : 2002-03. |  | Mohun Bagan Athletic - Championnat d'Inde : - Vice-champion : 2000-01. |  | Hoàng Anh Gia Lai - Championnat du Viêt Nam (2) : - Champion : 2003 et 2004. - Supercoupe du Viêt Nam (2) : - Champion : 2003 et 2004. |